# Gmina Zarzecze
Zarzecze ist ein Dorf sowie Sitz der gleichnamigen Landgemeinde im Powiat Przeworski der Woiwodschaft Karpatenvorland in Polen.

## Gemeinde
Zur Landgemeinde (gmina wiejska) Zarzecze gehören folgende neun Ortschaften mit einem Schulzenamt:
Kisielów
Łapajówka
Maćkówka
Pełnatycze
Rożniatów
Siennów
Zalesie
Zarzecze
Żurawiczki